# Eskilstuna konsumtionsförening
Eskilstuna konsumtionsförening var en konsumentförening i Eskilstuna.

## Historik
Eskilstuna hade varit ett starkt fäste för konsumentkooperationen i flera decennier innan Eskilstuna konsumtionsförening kom till. Arbetarnes handelsaktiebolag i Eskilstuna hade bildats 1895 och var under en period Sveriges största konsumentkooperativa företag. Det gick dock i konkurs 1910. Som ersättning grundades senare under 1910 två nya föreningar, Tunafors kooperativa handelsförening och Eskilstuna arbetares konsumtionsförening.
År 1916 bildades Eskilstuna konsumtionsförening och de två äldre föreningarna uppgick snart i den. År 1919 uppgick även Eskilstuna kooperativa bageriförening och Eskilstuna mjölkförening i konsumtionsföreningen.
Den kooperativa verksamheten återuppbyggdes och Eskilstuna blev åter ett starkt fäste för konsumentkooperationen. År 1918 var föreningen en av fjorton konsumtionsföreningar med en omsättning på över en miljon kronor. Föreningen fortsatte öppna nya affärer och öka omsättningen under 1920-talet.
| År   | Medlemmar | Butiker | Försäljning | Källa  |
| ---- | --------- | ------- | ----------- | ------ |
| 1919 | 2653      |         | 2 176 660   | [ 7 ]  |
| 1920 | 2731      |         | 3 188 634   | [ 8 ]  |
| 1921 | 3301      | 25      | 3 842 978   | [ 8 ]  |
| 1922 | 4013      | 29      | 4 672 951   | [ 8 ]  |
| 1923 | 4770      | 33      | 4 745 353   | [ 9 ]  |
| 1924 | 5068      | 35      | 4 928 175   | [ 10 ] |
| 1925 | 5228      | 39      | 5 123 603   | [ 11 ] |
| 1926 | 5397      | 42      | 5 210 781   | [ 12 ] |
| 1927 | 5458      | 43      | 5 460 873   | [ 13 ] |
| 1928 | 5672      | 45      | 5 917 359   | [ 14 ] |

Föreningen fusionerade 1923 med Skogstorps konsumtionsförening och Hällberga konsumtionsförening. Senare genomfördes fusioner med:
- Hälleforsnäs konsumtionsförening, 1930.[4][17]
- Hällby konsumtionsförening, 1932.[18]
- Malmköpings konsumtionsförening, 1938.[19]
- Dunkers handelsförening, 1939.[20]
- Torshälla konsumtionsförening, 1940.[21]
- Strängnäs konsumtionsförening, 1962.[22]
- Åkers Styckebruks konsumtionsförening, 1962.[23]
- Flens konsumtionsförening, 1963.[24]

Domus i Eskilstuna öppnade i mars 1965.
År 1964 ändrades föreningens namn till Konsumtionsföreningen Norra Sörmland. År 1968 gick Konsum Norra Sörmland ihop med Konsum Katrineholm och Konsum Högsjö för att bilda Konsum Sörmland.